# Aeroportul Internațional Maputo
Aeroportul Internațional Maputo (IATA: MPM, ICAO: FQMA) este un aeroport din Maputo, Mozambic ce deservește zona Maputo. Aeroportul a fost tranzitat în 2021 de 590.000 de pasageri. A fost deschis în aprilie 1938 și numit după zona deservită.
Situat la o altitudine de 44 m, aeroportul dispune de 2 piste.

## Infrastructură

### Piste
Aeroportul dispune de 2 piste. Pista 05/23 are suprafața de asfalt și dimensiunile 3.660 m × 45 m. Pista 10/28 are suprafața de asfalt și dimensiunile 1.700 m × 45 m. 